# 三湖 (苗栗縣)
三湖，是臺灣苗栗縣西湖鄉的一個傳統地域名稱，位於該鄉西北部。相較於今日行政區，其範圍大致與三湖村相近。
本地區東北部與鴨母坑地區交界地帶為全鄉行政中心及經濟中心所在地。

## 歷史
台灣清治末期至日治初期，三湖地區為一街庄，稱為「三湖庄」，隸屬於苗栗一堡。該庄西北及北與二湖庄為鄰，東與鴨母坑庄為鄰，南邊及西南邊為四湖庄，西邊為北勢窩庄、內湖島庄。
1901年（日治明治三十四年）11月，全台廢縣廳改設二十廳，該庄隸屬於苗栗廳。1909年（明治四十二年）10月，合併二十廳為十二廳，該庄改隸屬於新竹廳。1920年（大正九年），廢十二廳改設五州二廳，該庄改制為「三湖」大字，隸屬於新竹州苗栗郡四湖庄。
戰後四湖庄改制為四湖鄉，隸屬於新竹縣，大字亦改制為村。1950年桃、竹、苗分治，四湖鄉改隸屬於苗栗縣。1954年8月3日，四湖鄉因與雲林縣四湖鄉同名，改名為「西湖鄉」。

## 聚落
本地區發展較早的聚落有田心仔、三湖（今名西三湖排）、大坑、伯公坑等，在日治期初期的官方地圖上已有記載。此外，本地區尚有番子田、蘇厝、西三湖、店仔街、三湖（新）、東三湖排、東三湖、羊寮崎等聚落。

## 交通
國道3號又稱「福爾摩沙高速公路」，是貫穿台灣西部的兩條縱向高速公路之一，大致以東北—西南走向蜿蜒經過三湖地區中部偏東南地帶。境內未設交流道，東北側最近的是省道台6線交會口的後龍交流道，西南側最近的是縣道128號交會口的通霄交流道，由此等進入可快速前往台灣西部國道3號沿線各地。
省道台1線又稱「縱貫公路」，是台北至屏東楓港的傳統平面幹道，大致以東南東—西北西走向經過本地區北部邊界點。由該道路向東南東轉北北東可前往後龍、造橋談文、頭份、香山等地，向西北西蜿蜒穿越山區至白沙屯後轉南南西可前往通霄、苑裡、大甲等地。
縣道119號是龍港至三義雙連潭的道路，也是本地區西湖溪東岸的主要連絡道路，大致以北北東—南南西走向轉北北西—南南東走向蜿蜒經過本地區東部。由該道路向北北東轉北北西再轉北可前往二湖、頭湖、烏眉、龍港並止於省道台61線（西部濱海快速公路）後龍交流道及台6線路口，向南南東可前往四湖店、五湖、銅鑼、三義雙連潭並止於縣道130號路口。
鄉道苗33線是後龍中和至西湖下埔的道路，也是本地區西湖溪西岸的主要連絡道路，大致以西北—東南走向轉北北東—南南西走向蜿蜒經過本地區中部。由該道路向西北轉北可前往二湖、灣瓦、崎頂、赤土崎並止於省道台61線赤土崎交流道西側鄉道苗32線路口，向南南西轉南南東可前往四湖、下埔並止於鄉道苗34-4線路口。
鄉道苗31線是東和鋼鐵至番社的道路，大致以縱向蜿蜒經過本地區西部邊界地帶。由該道路向北轉西南再轉西北再轉東北可前往二湖地區西部的東和鋼鐵旁省道台1線路口，向南轉南南西再轉南可前往北勢窩、番社東郊並止於縣道128號路口。

## 學校
- 僑文國小（大部分）